# Cactus V
Cactus V — студийный альбом американской группы Cactus, вышедший в 2006 году.
Cactus воссоединился в мае 2006 года в Нью-Йорке. Кроме трёх оригинальных участников группы, в неё на роль вокалиста был приглашён Джимми Кьюнс (вокалист оригинального состава Расти Дэй умер в 1982 году). Радиопередача на шоу Radiochick провело 3 июня транслящицю, и их первого шоу после концерта 1972 года в клубе B. B. King’s Blues на Таймс-сквер. Это шоу было разминкой для полноценного концерта, который состоялся 9 июня на шведском рок-фестивале в Норье, Швеция. Рэнди Пратт из The Lizards присоединился к группе в Нью-Йорке и Швеции на губной гармошке. Группа отправилась в студию и с участием Рэнди Прэтта записала альбом Cactus V. Это был первый альбом группы за 34 года.
Allmusic дал отрицательную оценку этому альбому: «Несправедливо критиковать Cactus за нежелаение работать за пределами границ буги-рока, которые они установили на своих релизах более трёх десятилетий назад, но вторичный вокал Кьюнса делает квартет теперь похожим на второсортный AC/DC. Такие песни, как „Muscle and Soul“, не имеют ничего примечательного, несмотря на лучшие намерения группы. Гитара Маккарти в стиле Джимми Пейджа действует со всеми клише, но риффы не резонируют, и песни никогда не поднимаются выше своих скромных корней „Humble Pie“. Припев в „Cactus Music“ — „Raise your hands up to the music / Rock! Rock! / Gettin' down with Cactus music / Never wanna stop“ — это символ скромных целей группы в этом сверхдлинном возвращении»

## Список композиций
Все песни написаны Эпписом, Богертом, Кунсом и Маккарти.
1. «Doing Time» — 4:49
2. «Muscle and Soul» — 5:39
3. «Cactus Music» — 4:34
4. «The Groover» — 4:47
5. «High in the City» — 4:11
6. «Day for Night» — 5:49
7. «Living for Today» — 2:58
8. «Shine» — 3:57
9. «Electric Blue» — 5:40
10. «Your Brother’s Keeper» — 4:33
11. «Blues for Mr. Day» — 1:21
12. «Part of the Game» — 5:02
13. «Gone Train Gone» — 4:50
14. «Jazzed» — 4:42

## Участники записи
- Tim Bogert — bass, vocals
- Carmine Appice — drums, vocals
- Jim McCarty — guitar
- Jimmy Kunes — lead vocals

приглашённый музыкант
- Randy Pratt — harmonica